# Vagabonds à Vienne
Pour plus de détails, voir Fiche technique et Distribution.
Vagabonds à Vienne (titre original : Vagabonder i Wien) est un film autrichien muet réalisé par Hans Otto Löwenstein, sorti en 1925. Il met en scène le duo comique danois Doublepatte et Patachon.

## Fiche technique
- Titre français : Vagabonds à Vienne
- Titre original : Vagabonder i Wien
- Titre autrichien : Zwei Vagabunden im Prater
- Réalisation : Hans Otto Löwenstein
- Scénario : Leopold Krenn, Hans Otto Löwenstein
- Sociétés de production : Emelka-Film, Hugo-Held-Film, Palladium-Film, Dansk Filmindustri AS[1]
- Pays d'origine :  Autriche
- Longueur : 2 100 mètres
- Format : Muet - Noir et blanc
- Dates de sortie : 
  - Autriche : 25 septembre 1925
  - Danemark : 10 avril 1926

## Distribution
- Harald Madsen
- Hans Melzer
- Carl Schenstrøm
- Benno Smytt
- Albert Kersten
- Franz Engel
- Lili Lani
- Ria Günzel
- Mizi Griebl